# خوناس غوتيريز
خوناس مانويل غوتيريز (بالإسبانية: Jonás Manuel Gutiérrez)‏ (مواليد 5 يوليو 1983 في ساينز بينا) لاعب كرة قدم أرجنتيني يلعب حاليا في نادي نيوكاسل يونايتد الإنجليزي .

## مسيرته الكروية
لعب خوناس غوتيريز خلال مسيرته الاحترافية مع 8 أندية في عشرون موسمًا وسجل خلالها 17 هدفًا ضمن 457 مباراة. ولم يفز بأي موسم بالكأس وفاز في موسم واحد بالدوري.
خاض خوناس غوتيريز مسيرته مع نادي فيليز سارسفيلد في موسم 2001–02 ليلعب معه أربعة مواسم، مشاركًا في 99 مباراة سجل خلالها هدفًا واحدًا. ثم انتقل إلى نادي ريال مايوركا في موسم 2005–06 واستمر معه طيلة ثلاثة مواسم، حيث شارك في 96 مباراة سجل خلالها 5 أهداف. لينتقل بعدها إلى نادي نيوكاسل يونايتد في موسم 2008–09 في المرة الأولى ليلعب معه ستة مواسم ثم في موسم 2014–15 لمدة موسم واحد، مشاركًا طوالها في 187 مباراة سجل خلالها 11 هدفًا. ثم انتقل إلى نادي نورويتش سيتي في موسم 2013–14 لمدة موسم واحد، مشاركًا في 4 مباريات ولم يسجل أي هدف. هذا وانتقل لاحقًا إلى نادي ديبورتيفو لاكورونيا في موسم 2015–16 لمدة موسم واحد، مشاركًا في 15 مباراة ولم يسجل أي هدف أيضًا. ثم انتقل بعدها إلى نادي ديفنسا خوستيكا في موسم 2016–17 في المرة الأولى لمدة موسم واحد ثم في موسم 2018–19 لمدة موسم واحد، مشاركًا طوالها في 28 مباراة ولم يسجل أي هدف أيضًا. ليعود وينتقل من جديد، لكن هذه المرة إلى نادي إنديبندينتي في موسم 2017–18 لمدة موسم واحد، مشاركًا في 20 مباراة ولم يسجل أي هدف أيضًا. لينتقل بعدها إلى نادي بانفيلد في موسم 2019–20 لمدة موسم واحد، مشاركًا في 8 مباريات ولم يسجل أي هدف أيضًا.

## روابط خارجية
- خوناس غوتيريز على موقع الاتحاد الدولي (مؤرشف)  (الإنجليزية)
- خوناس غوتيريز على موقع الاتحاد الأوربي (الإنجليزية)
- خوناس غوتيريز على موقع قاعدة بيانات كرة القدم.إي يو (الإنجليزية)
- خوناس غوتيريز على موقع ليكيب (الفرنسية)
- خوناس غوتيريز على موقع ناشيونال فوتبول تيمز (الإنجليزية)
- خوناس غوتيريز على موقع Soccerbase.com (لاعب) (الإنجليزية)
- خوناس غوتيريز على موقع Soccerway.com (الإنجليزية)
- خوناس غوتيريز على موقع عالم كرة القدم.نت (الإنجليزية)
- خوناس غوتيريز على موقع AS.com (الإسبانية)